# Watson (Nueva York)
Watson es un pueblo ubicado en el condado de Lewis en el estado estadounidense de Nueva York. En el año 2000 tenía una población de 1,987 habitantes y una densidad poblacional de 7 personas por km².

## Geografía
Watson se encuentra ubicado en las coordenadas 43°48′16″N 75°17′30″O / 43.80444, -75.29167.

## Demografía
Según la Oficina del Censo en 2000 los ingresos medios por hogar en la localidad eran de $ 35,000 y los ingresos medios por familia eran $38,438. Los hombres tenían unos ingresos medios de $28,208 frente a los $20,913 para las mujeres. La renta per cápita para la localidad era de $15,708. Alrededor del 11.3% de la población estaban por debajo del umbral de pobreza.